# Garnissage (chimie)
Pour les articles homonymes, voir Garnissage.
Le garnissage est une partie des colonnes utilisé en chimie et génie chimique qui permet d'augmenter la surface de contact entre la phase liquide et la phase gazeuse, améliorant ainsi les échanges entre les phases pour un volume de colonne donné. Le garnissage peut être de 2 types : le garnissage en vrac et le garnissage structuré.

## Usage
Le but d'un garnissage est d'augmenter la surface de contact entre la phase liquide et la phase gazeuse, ce qui permet d'améliorer le transfert de masse et permet de réduire la taille de la colonne ou d'augmenter le nombre de plateaux théoriques. On trouve ce genre d'équipement pour les colonnes de distillation, les colonnes d'extraction mais également pour les colonnes d'absorption. Un bon garnissage remplit 2 conditions : un rapport surface de contact/volume élevé et une faible résistance au déplacement des phases dans la colonne (perte de charge).
Un garnissage nécessite un flux liquide minimum pour assurer un transfert de masse suffisant.

## Garnissage en vrac

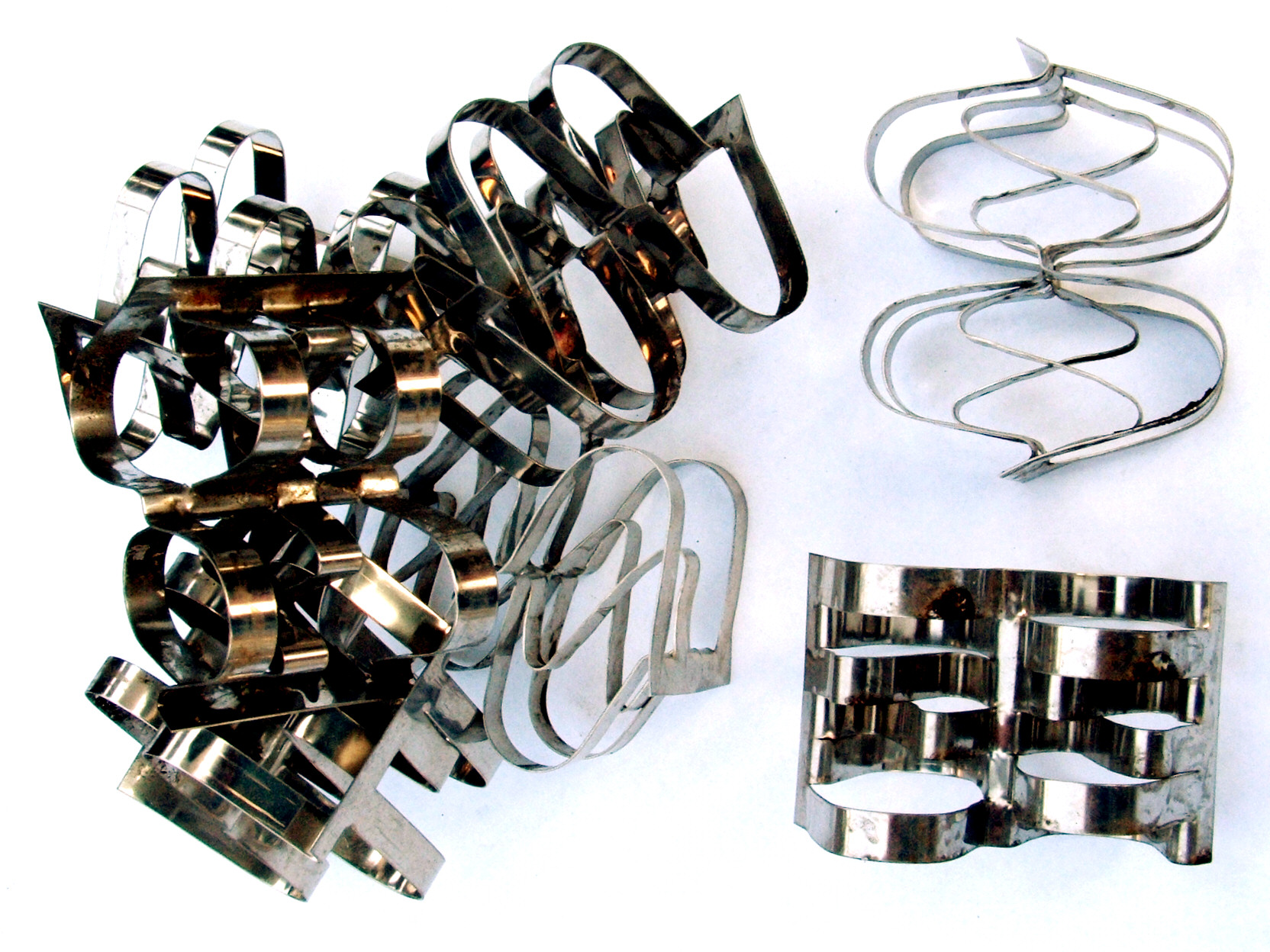
Anneau de Raschig amélioré.

Un garnissage en vrac est constitué d'un volume rempli de petits éléments possédant des formes particulières et adaptées aux conditions de distillation. En général, ce type de garnissage est métallique, même si pour des questions de poids on trouve des anneaux en plastique ou en cas de gaz/liquide corrosif, en céramique.
La taille des anneaux est fonction de la taille de la colonne et est en principe compris entre 1/10 et 1/20 du diamètre de la colonne. Les caractéristiques importantes en plus de la taille et du matériau sont la surface relative (surface totale de l'élément divisé par son volume apparent) et la porosité.
Les plus connus sont les anneaux de Raschig, les anneaux de Pall, les selles de Berl ou les selles Intalox.
| Élément           | Diamètre [mm] | Céramique                | Céramique | Métal                    | Métal    | Plastique                | Plastique |
| ----------------- | ------------- | ------------------------ | --------- | ------------------------ | -------- | ------------------------ | --------- |
| Élément           | Diamètre [mm] | Surface relative [m2/m3] | Porosité  | Surface relative [m2/m3] | Porosité | Surface relative [m2/m3] | Porosité  |
| Anneau de Raschig | 5             | 100                      | 0,56      | 1 000                    | 0,87     | —                        | —         |
| Anneau de Raschig | 10            | 440                      | 0,65      | 500                      | 0,89     | —                        | —         |
| Anneau de Raschig | 25            | 195                      | 0,73      | 220                      | 0,92     | 220                      | 0,87      |
| Anneau de Raschig | 50            | 98                       | 0,77      | 110                      | 0,95     | 110                      | 0,91      |
| Anneau de Pall    | 10            | —                        | —         | 515                      | 0,92     | 350                      | 0,88      |
| Anneau de Pall    | 25            | 220                      | 0,73      | 215                      | 0,94     | 160                      | 0,93      |
| Anneau de Pall    | 50            | 120                      | 0,77      | 105                      | 0,95     | —                        | —         |

## Garnissage structuré

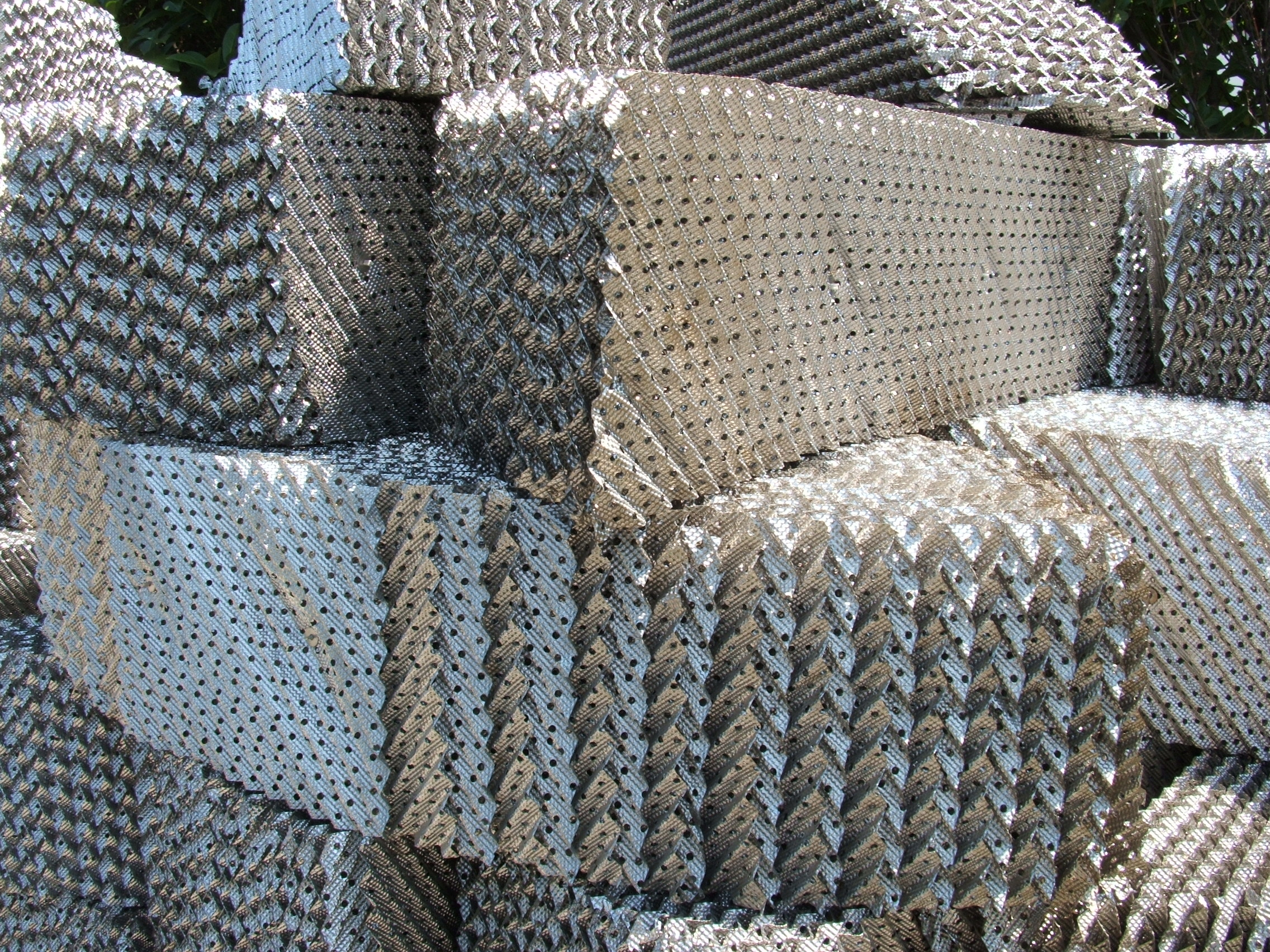
Garnissage structuré.

Un garnissage structuré est une structure tridimensionnelle le plus souvent métallique et modulaire. Ce type de garnissage permet d'atteindre des surfaces relatives élevées de l'ordre 100-700 m2/m3 pour des porosités supérieures à 0,9.